# خانبابا بیانی
خانبابا بیانی (زادهٔ ۱۲۸۸ – درگذشته ۴ اسفند ۱۳۷۵) نویسنده، استاد دانشگاه، مورخ، مترجم و بنیانگذار دانشگاه تبریز است.
همسر او باستان‌شناس و سکه‌شناس نامدار خانم ملک‌زاده بیانی و دختران او نیز استادان دانشگاه تهران با نام‌های شیرین بیانی و سوسن بیانی و دامادهای ایشان دکتر محمدعلی اسلامی ندوشن و دکتر سمیعی همه از خدمتگزاران علم و فرهنگ بوده‌اند. او داماد دکتر مهدی ملک‌زاده پزشک، نویسنده و سناتور بود که ایشان نیز فرزند ملک‌المتکلمین بودند. مادر همسرش خورشیدکلاه ملک‌زاده دختر سلیمان‌خان میکده، از خوش‌نامان کارآمد دوره قاجار بود.

## زندگی
به سال ۱۲۸۸ خورشیدی در همدان زاده شد. تحصیلات متوسطه را در دارالفنون گذراند و سپس برای تحصیلات تکمیلی به دارالمعلمین عالی رفت. او جزو نخستین گروه از محصلانی بود که پس از پایان دوره سربازی به خارج از کشور فرستاده و در دانشگاه سوربن پاریس مشغول به تحصیل شد. در همین دوره بود که با ملک‌زاده ازدواج کرد و فردای بعد از ازدواج به اتفاق برای ادامه تحصیل از ایران رفتند. هر دو پس از چهار سال به ایران بازگشتند، دکتر خانبابا بیانی در رشته تاریخ از کشور فرانسه دکترای دولتی گرفت و بلافاصله پس از ورود به ایران در سال ۱۳۱۶، در دانشگاه تهران که تازه تأسیس یافته بود به تدریس در رشته تاریخ مشغول شد.

به سال ۱۳۲۱ به درجه استادی رسید و به معاونت دانشکده ادبیات و دانشسرای عالی رسید و از آن پس در سمت‌های گوناگون مشغول خدمت به فرهنگ ایران شد.

تا سال ۱۳۵۵ دکتر بیانی به تدریس در دانشگاه مشغول بود. در کنار تدریس در کارهای اجرایی نیز فعالیت داشت. او تمام عمر خود را صرف خدمت به فرهنگ کرد، کتاب می‌نوشت، تدریس یا تأسیس می‌کرد.
در ۳۳ سالگی مأمور تأسیس دانشگاه تبریز می‌شود و آن را دانشکده به دانشکده می‌سازد. او حتی برای راه‌اندازی درس آناتومی در دانشکده پزشکی -که روحانیان آن را شرعی نمی‌دانستند- فتوا جمع‌آوری می‌کند. دانشگاه ۱۳۲۶ آغاز به کار می‌کند و پس از فارغ‌التحصیلی نخستین دوره، دکتر بیانی آنجا را در ۱۳۲۹ ترک می‌کند.

او سپس به ریاست دانشسرای عالی (تربیت معلم امروزی) رسیده و با تلاش خود و بردن لایحه‌ای به مجلس آن را مستقل می‌کند و در راه‌اندازی آزمایشگاه‌های گوناگون برای آن بسیار تلاش می‌کند. دخترش شیرین بیانی در خاطره‌ای به یاد می‌آورد که پدرش روزی برای ناهار به منزل می‌رود و بسیار اندوهگین بوده‌است و پس از پرسش علت می‌شنود: «وقتی از درمی‌آمدم بیرون، دیدم دانشجویی کنار جوی، دستمالش رو پهن کرده و مشغول خوردن نان و پنیر و خیار برای ناهار است. من خیلی ناراحت شدم. باید برای آن فکری بکنم» و با تلاش‌های او برای نخستین بار رستوران در دانشگاه ساخته می‌شود و گاهی هم خودش آنجا کنار دانشجویان غذا می‌خورد.

او سال ۱۳۴۲ کارهای اجرایی بیرون از دانشگاه تهران را رها کرده و به دانشگاه تهران بازمی‌گردد: دانشکده تاریخ را تأسیس کرده و کتاب‌خانه‌ای برای آن می‌سازد. او به سال ۱۳۵۵ بازنشسته می‌شود و پس از آن چند کتاب می‌نویسد: غائلهٔ آذربایجان، پنجاه سال تاریخ ناصری در شش جلد، پلیس جنوب.
او پس از بازنشستگی هم به‌صورت حق‌التدریس به آموزش مشغول بود. دکتر خانبابا بیانی پس از کنارگذاشتن آموزش به‌منظور سر و سامان دادن و تشکیل آرشیو وزارت امور خارجه به آنجا دعوت شد و سازمان بزرگ و منسجمی بنیان نهاد. او در بیان چگونگی پذیرش این سمت گفته بود: «حقیقت این است که برای انجام این مسئولیت مقداری هم فکر روزگار پیری را کردم تا در پیری بی‌ثمر نمانم».

دکتر خانبابا بیانی در زندگی پربار خود، با وجود همهٔ سختی‌ها و ناملایمات که کم هم نبود، از پای ننشست و عمر خود را شبانه روز در راه اعتلای فرهنگ کشورش صرف کرد.
سرانجام پس از بیش از نیم‌سده تلاش فرهنگی و خدمت به فرهنگ ایران در ۴ اسفند ۱۳۷۵ در تهران درگذشت.

## عنوان‌ها و شغل‌ها
دانشیار دانشکده ادبیات و دانشسرای عالی

دانشیار دانشکده حقوق

دانشیاردانشکده هنرهای زیبا

دانشیار دانشکده معقول و منقول

معاونت دانشکده ادبیات و دانشسرای عالی

مدیرکلی نگارش وزارت فرهنگ

بنیان‌گذاری دانشگاه تبریز به همراه دکتر حبیبی

ریاست دانشکده ادبیات تبریز

ریاست دانشگاه آذربایجان

مدیرکلی دانشگاه تهران

نماینده مردم همدان و تهران در مجلس سنا (دوره دوم و سوم)

ریاست دانشکده ادبیات و علوم انسانی دانشگاه تهران

ریاست دانشسرای عالی و مستقل کردن آن

معاونت دانشگاه تهران

بنیانگذاری و ریاست گروه تاریخ دانشگاه تهران

بنیانگذار و مسئول آرشیو وزارت امور خارجه

## کتاب‌های نوشته شده
- ایران جاویدان
- تخت جمشید از نگاهی دیگر
- سکه‌های ایران در دوران هخامنشی؛ ارنست بابلون (ترجمه)
- موسیقی در زمان ساسانیان
- غائله آذربایجان: مستند به اسناد تاریخی و سیاسی و آرشیوی
- راحه الارواح فی سرور الفراح: «بختیار نامه» (یا قصه ده وزیر)
- ستارگان و سپهر نوردی
- نهضتهای ایران بعد از اسلام
- مجمع التواریخ سلطانی
- روابط سیاسی ایران با دولت‌های غرب اروپا در زمان صفویه (به زبان فرانسه)
- تاریخ مغول
- تاریخ حافظ ابرو و شرح حال او (به زبان فرانسه)
- تاریخ ایران از آغاز اسلام تا ظهور سلسله پهلوی و تاریخ اروپا از پطر اول تا بیسمارک
- تاریخ نظامی ایران: جنگهای دوره صفویه
- تاریخ دیپلماسی ایران
- سیاست ناپلئون درایران درزمان فتحعلیشاه
- پنجاه سال تاریخ ایران در دوره ناصری: بخشنامه‌ها و دستورالعملها و فرامین ناصرالدین شاه (سه جلدی)
- پنجاه سال تاریخ ایران در دوره ناصری: اصلاحات و تجدید نظر در سازمانهای دولتی و کشوری
- پنجاه سال تاریخ ایران در دوره ناصری: چهره و سیمای راستین ناصرالدین شاه
- پنجاه سال تاریخ ایران در دوره ناصری: روابط سیاسی بادولتهای خارجی
- پایان کار محمدشاه
- اقتصاد و استقراض در زمان قاجاریه
- تاریخ روسیه تا زمان انقلاب
- تاریخ عمومی تفوق و برتری اسپانیا
- تاریخ ژول مازارن صدر اعظم فرانسه در دوران لوئی چهاردهم
- تاریخ عمومی (دو جلد)
- تاریخ جدید اسلام
- تاریخ روسیه: از آغاز تا انقلاب اکتبر؛ نیکلای بریانچانینوف (ترجمه)
- پلیس جنوب
- توسعه کتابخانه‌های عمومی (دو جلد)
- تاریخ کتابخانه‌های سیار